# Henry Compton (évêque)
Henry Compton est un évêque anglais né en 1631 ou 1632 et mort le 7 juillet 1713 à Fulham. Il est évêque de Londres de 1676 à sa mort et joue un rôle important dans les événements de la Glorieuse Révolution.

## Biographie
Henry Compton est le benjamin des six fils de Spencer Compton (2e comte de Northampton). Son père combat dans le camp royaliste durant la guerre civile et trouve la mort en 1643 à Hopton Heath (en). En 1654, Henry s'inscrit au Queen's College de l'université d'Oxford, mais il quitte l'université sans diplôme et voyage en Europe dans les années qui suivent. Il semble s'être d'abord destiné à une carrière militaire.
Après son retour en Angleterre, Henry Compton est ordonné prêtre en 1666, puis devient chanoine à Christ Church. Il progresse dans la hiérarchie ecclésiastique, jusqu'à être élu évêque d'Oxford en novembre 1674. Il remplace Nathaniel Crew, parti à Durham. Un an plus tard, en décembre 1675, il est transféré au siège de Londres, succédant au défunt Humphrey Henchman.
Sa position à Londres lui confère une influence considérable sur les affaires du royaume. Il s'oppose ainsi au frère du roi, le duc d'York, au sujet de l'éducation des princesses Marie et Anne, obtenant qu'elles soient élevées dans la foi anglicane et non catholique. Compton continue à s'opposer au duc après son arrivée sur le trône sous le nom de Jacques II en 1685. Il est suspendu de son évêché de 1686 à 1688 pour avoir refusé de se soumettre à l'une de ses demandes.
En juin 1688, Henry Compton fait partie des signataires de l'Invitation à Guillaume, une lettre invitant le prince Guillaume III d'Orange-Nassau à envahir l'Angleterre. Il apporte son soutien à Guillaume et Marie lors de la Glorieuse Révolution et procède à leur couronnement le 11 avril 1689. Malgré cela, il semble avoir été considéré tièdement par les nouveaux monarques : l'archevêché de Cantorbéry lui échappe en 1690, puis en 1694. Il retrouve les faveurs du pouvoir après l'avènement d'Anne, en 1707.
Henry Compton fut aussi horticulteur amateur. Il constitua une collection botanique dans le jardin de Fulham Palace. À sa mort, sa collection fut vendue.